# Cedric Wallace
Cedric Wallace (* 3. August 1909 in Miami; † 19. August 1985 in New York City) war ein US-amerikanischer Jazzmusiker (Kontrabassist und Bandleader).

## Leben und Wirken
Wallace spielte zunächst in Florida im Honey Boys Orchestra. In den 1930er-Jahren kam er nach New York und spielte zunächst in einer Band unter der Leitung von Reggie Johnson im Saratoga Club. Er wirkte dann im Orchester von Jimmie Lunceford, um dann von 1938 bis 1942 Fats Waller zu begleiten. Weiter arbeitete er mit Una Mae Carlisle (1940), Herman Chittison (1944), Maxine Sullivan (1944), Champion Jack Dupree, Pat Flowers (1946), Gene Sedric und Dean Martin. Mit der Fats Waller Original Band trat er 1945 auf dem WNEW Second American Swing Festival auf. In den 1940er-Jahren hatte er ein eigenes Trio (mit den Pianisten Garland Wilson bzw. Cyril Haynes und dem Schlagzeuger Jerome Darr) und spielte ab 1946 für die lokalen Label Manor, Diamond und Derby mehrere Platten ein, für International auch unter dem Pseudonym Edo Lubich. 1952 gehörte er dem von Fred Norman geleiteten Jump Town Orchestra (EP Big Band Jazz) an, in dem u. a. Taft Jordan, Dick Vance, Benny Morton, Hymie Schertzer und Buddy Tate spielten. Im Bereich des Jazz war er zwischen 1938 und 1952 an 64 Aufnahmesessions beteiligt.  Wallace blieb bis in die 1970er-Jahre als Musiker aktiv.

## Lexikalische Einträge
- Leonard Feather, Ira Gitler: The Biographical Encyclopedia of Jazz. Oxford University Press, New York 1999, ISBN 0-19-532000-X.